# 2018年3月

## 3月1日
- 美国总统唐纳德·特朗普宣布计划对钢铁和铝进口征收关税，导致道琼斯工业平均指数下挫超过400点[1][2]。
- 挪威奥斯陆警方表示美国联邦调查局正协助调查唐纳德·特朗普两项伪造的诺贝尔和平奖提名。冒领者据称两度使用同一被盗的身份[3][4]。

## 3月2日
- 布基纳法索首都瓦加杜古的法国大使馆等地点遭到极端武装分子袭击[5]。
- 阿塞拜疆首都巴库市区一处戒毒中心突发大火，造成至少26人死亡，4人受伤。[6]
- 美国GV男優比利·海灵顿车祸身亡，终年48岁。[7][8][9][10]

## 3月3日
- 第38屆金酸莓獎公佈得獎名單[11]。

## 3月4日
- 2018年義大利大選進行投票[12]。
- 第90屆奧斯卡金像獎頒獎典禮在美國加州洛杉磯好萊塢的杜比剧院舉行[13]。
- 一支沉船搜尋隊在珊瑚海海底找到1942年珊瑚海海战中沉沒的列星頓號航空母艦殘骸[14]。
- 英國前俄羅斯間諜毒殺案，在2010年美俄交換間諜協議中獲釋的前俄羅斯上校謝爾蓋·斯克里帕爾與其到來探親的女兒於英國索爾茲伯里中毒昏迷[15]。

## 3月6日
- 俄羅斯一架安托諾夫An-26運輸機在叙利亚赫梅明空军基地降落時墜毀，機上39人無人生還[16]。

## 3月7日
- 2018年塞拉利昂大選進行投票[17]。

## 3月8日
- 美國總統特朗普簽署兩項並行的宣告，對進口鋼鐵徵收25%的关税，對進口鋁徵收10%的關稅，將於15天後實施，而加拿大和墨西哥則獲得豁免[18]
- 11國簽署《跨太平洋夥伴全面進展協定》[19]。
- 欧洲联盟委员会指英國過往縱容進口貨品以不實申報逃避關稅，宣佈已向英國發出通知，追討27億歐元稅款[20]。

## 3月11日
- 2018年哥倫比亞國會選舉進行投票[21]。
- 古巴舉行國家級及省級議會選舉[22]。

## 3月12日
- 孟加拉國US-Bangla航空公司一架載有71人的客機在尼泊爾加德滿都特里布万国际机场降落時在機場附近墜毀，多人遇難[23]。
- 美國總統特朗普簽署行政命令，禁止博通有限收購高通[24]。

## 3月13日
- 美國總統特朗普通過推特宣佈，解除提勒森美國國務卿職務，並委派現任中情局局長蓬佩奧接任該職[25]。

## 3月14日
- 英国物理学家、宇宙学家史蒂芬·霍金于当地时间3月14日凌晨在其位于剑桥的家中去世，享壽76岁。[26]
- 安格拉·默克爾在德国联邦议院以364票支持和315票反對，成功連任德国总理。[27]
- 英國首相特里莎·梅宣佈一系列制裁俄羅斯的措施，以回應其未能對在前俄諜毒殺案中出現的疑似俄製毒劑做出解釋，英國外交部表示已要求聯合國安理會召開緊急會議討論該案[28]。
- 森友学园被曝出购地相关文件被篡改，多名日本在野党人士要求安倍晋三辞去内阁总理大臣。[29]

## 3月16日
- 美国迈阿密佛罗里达国际大学一座施工中的行人天桥倒塌，至少造成6人死亡，8辆路过的车辆受损[30]。
- 白俄罗斯駐北京大使館發表聲明，表示其國名在中文應譯為「白羅斯」[31]。

## 3月17日
- 中共中央总书记习近平在第十三届全国人民代表大会第一次全体会议上以2970赞成票，全票再次当选国家主席和国家军委主席；中共第十八届中央政治局常委王岐山以2969赞成票，1票反对票，当选国家副主席；中共第十九届中央政治局常委栗战书以2970赞成票，全票当选全国人大常委会委员长。[32]

## 3月18日
- 中国第十三届全国人民代表大会第一次会议通过李克强为国务院总理；杨晓渡为首任国家监察委员会主任。[33]
- 2018年俄罗斯总统选举進行投票。[34]
- 台湾学者、政论家李敖在台北逝世，享壽82岁。[35]
- 土耳其軍隊及其支持的「自由敘利亞軍」攻佔敘利亞西北部庫爾德人重鎮阿夫林的市中心。[36]
- 優步一輛自動駕駛汽車在美國亞利桑那州坦佩市進行測試時撞死一名橫過馬路的49歲女性，是世界上首宗自動駕駛汽車造成車外人死亡的交通事故。[37]

## 3月19日
- 土耳其媒體報道該國警方在首都安卡拉搜獲1.4公斤據稱是人工合成放射性元素锎的物質，4人被扣查，[38]當局其後表示該等物質其實是一種聚磺苯乙烯（英语：Polystyrene sulfonate）。[39]
- 地球上最後一頭雄性北白犀在肯尼亚逝世。[40]
- 美國總統唐納·川普簽署行政命令，禁止受美國司法管轄的個人或公司參與委內瑞拉石油币交易，即時生效。[41]

## 3月20日
- 前法国总统尼古拉·萨科齐被指在2007年大选期间接受利比亚领导人穆阿迈尔·卡扎菲5000万英镑的竞选资金，被楠泰尔警方扣留48小时，接受调查[42][43]。

## 3月21日
- 缅甸总统廷觉宣布辭去總統職務[44]。
- 秘魯總統佩德罗·巴勃罗·库琴斯基宣佈辭去總統職務[45]。
- Facebook创始人兼CEO马克·扎克伯格在其Facebook主页上发表声明，就5000万美国Facebook用户个人信息遭数据公司剑桥分析（Cambridge Analytica）盗用并滥用丑闻，承认“犯错”，破坏了 Facebook 与用户之间的信任，承诺将进行一系列改革，使得用户信息难以被其他应用程序收集[46]。
- 在美国德州奥斯汀策划连环爆炸案的主犯马克安东尼康迪特在被奥斯汀警方（英语：Austin Police Department）追逐时，引爆车上的炸弹自杀身亡。警察局长提醒居民，虽然嫌犯已身亡，但他死前可能还安置了其他炸弹，需要多加小心[47]。
- 非洲44國在盧安達首都吉佳利簽署《非洲大陸自由貿易協定》，承諾降低各國關稅與貿易壁壘，促成區域單一市場，是非洲經濟史上的重要里程碑。[48]

## 3月23日
- 西班牙最高法院以煽動叛亂罪，起訴13名加泰羅尼亞爭取獨立的人士，其中五名獨派政黨領袖包括加泰自治區主席的候選人圖魯尼被扣押，不准保釋。法庭同時發出6張國際通緝令，對象包括身在比利時的前加泰自治區主席普伊格蒙特。支持加泰獨立民眾不滿此舉晚間在巴塞羅那上街抗議，與警員爆發衝突[49][50]。
- 法国南部城镇特雷贝和卡尔卡松發生恐怖袭击，連同1名襲擊者在內共有5人喪生[51]。

## 3月24日
- 韩国统一部表示，北韩同意南韩提出双边举行高级别会谈的建议，将于本月29日在板门店举行，以商讨有关南北韩首脑会谈的准备事宜[52]。

## 3月25日
- 也门胡塞武装组织向沙特阿拉伯首都利雅得及另外3個城市發射共7枚導彈，雖然全數被沙特方面攔截，但碎片仍在利雅得造成1名埃及公民喪生[53]。
- 俄罗斯西西伯利亞南部城市克麥羅沃的一個商場發生火災，造成至少64人喪生[54]。
- 最高領導人、朝鮮勞動黨委員長金正恩於3月25日至28日訪問中國，並與中共中央總書記兼中國國家主席習近平進行會談，李克強、王滬寧、王岐山等領導人亦參與見面[55]。

## 3月26日
- 2018年埃及總統選舉開始投票[56]。
- 针对发生在英国的前俄罗斯间谍毒杀案，美国总统特朗普下令驱逐60名俄罗斯外交官和关闭俄驻西雅图领事馆。同时欧盟表示，至少有14个欧盟国家采取了同样的驱逐俄外交官的行动[57]。
- 美國聯邦通信委員會主席表示其將提出新的提案，以禁止使用政府資金購買可能威脅美國通訊安全的通訊設備。聯邦通訊委員會將於4月17日對這份提案進行表決[58]。

## 3月28日
- 溫敏當選缅甸总统[59]。
- 耶魯大學天文學者彼得·范道肯（英语：Pieter Van Dokkum）研究團隊發現，超稀疏星系NGC 1052-DF2與眾不同地缺乏暗物質[60]。
- 委內瑞拉巴伦西亚市一間警署發生暴亂並起火，造成至少68人喪生[61]。

## 3月29日
- 歷來最年輕的諾貝爾和平獎得主馬拉拉返回巴基斯坦，在總理辦公室發表全國電視演說[62]。

## 3月30日
- 巴勒斯坦民眾在加沙與以色列接壤的邊境，舉行紀念土地日42週年和平示威遊行，同時要求以色列當局讓1948年第一次中東戰爭下的巴勒斯坦難民返回原居地。抗議行動據稱會持續六個星期。是日活動以色列軍隊發射催淚彈驅散示威者，部分巴勒斯坦人投擲燃燒彈和石塊還擊，據報以軍現場有部署上百名狙擊手。衝突造成至少17名巴勒斯坦人被殺，超過1400人傷。死者中包括在示威發生之前一名正在自己農田工作時被以軍射殺的男子。巴勒斯坦政府宣佈3月31日為全國哀悼日。聯合國安全理事會在事發當日召開緊急會議商討加沙局勢，未就事件採取任何行動。巴勒斯坦代表點名批評美國從中阻撓。[63][64][65]